# 西蒙·尼普曼
西蒙·尼普曼（德語：Simon Niepmann，1985年8月2日—），瑞士男子赛艇运动员。他曾代表瑞士参加2012年和2016年夏季奥林匹克运动会赛艇比赛，其中2016年奥运会获得一枚金牌。